# El amor es una mujer gorda
El amor es una mujer gorda es una película coproducción de Argentina y Países Bajos filmada en blanco y negro dirigida por Alejandro Agresti según su propio guion que se estrenó el 2 de junio de 1988 y que tuvo como principales intérpretes a Elio Marchi, Sergio Poves Campos, Carlos Roffe y Mario Luciani.
Es la primera película de Agresti estrenada comercialmente ya que si bien su ópera prima El hombre que ganó la razón, también coproducción con Holanda, fue filmada en 1984 no fue estrenada en el circuito comercial. 

## Sinopsis
Un periodista se niega a abandonar la investigación sobre su esposa desaparecida, incluso después que las autoridades lo hacen, y eso lo margina de la sociedad.

## Reparto
| Actor                  | Personaje      |
| ---------------------- | -------------- |
| Elio Marchi            | José           |
| Sergio Poves Campos    | Caferata       |
| Carlos Roffe           | Jefe           |
| Mario Luciani          | Preso          |
| Enrique Morales        | Quique         |
| Harry Havilio          | Comerciante    |
| Stella Fabrizzi        | Mujer          |
| Tito Haas              | Desempleado    |
| Christian Cardozo      | Niño           |
| Federico Peralta Ramos | Poeta          |
| Theodor Mc Nabey       | Estadounidense |
| Norma Graziosi         | Maestra        |
| Sergio Lerer           | Cura           |
| Ernesto Ciliberti      |                |
| Silvana Silveri        |                |
| José Glusman           |                |
| Walter Balzarini       |                |

## Comentarios
Víctor Hugo Ghitta en La Nación opinó:

«Film abrumadoramente amargo, sobre la soledad de los afectos.»

Aníbal M. Vinelli en Clarín dijo:

«Con la imaginación de un Roberto Arlt...sentido dramático y apuntes de humor.»

El Cronista Comercial dijo:

«Film nacional que enorgullece...El desencuentro en aventura visual.»

Manrupe y Portela escriben:

«Ácido retrato de un momento y un drama no cerrado: la Ley del Punto Final. Con toques de humor irónico, la trama se sigue con interés y gran amargura en esta estimable y prestigiosa película de autor, de estética impecable.»